# Maryniec
Maryniec (prononciation : [maˈrɨɲet͡s], en allemand : Marienwalde) est un  village polonais de la gmina de Krajenka dans le powiat de Złotów de la voïvodie de Grande-Pologne dans le centre-ouest de la Pologne.
Il se situe à environ 10 kilomètres au sud de Krajenka (siège de la gmina), 16 kilomètres au sud de Złotów (siège du powiat), et à 92 kilomètres au nord de Poznań (capitale de la Grande-Pologne).

## Histoire
De 1975 à 1998, le village faisait partie du territoire de la voïvodie de Piła.

Depuis 1999, Maryniec est situé dans la voïvodie de Grande-Pologne.
Le village possède une population de 40 habitants.